# Terbium
Terbium is een scheikundig element met symbool Tb en atoomnummer 65. Het is een grijskleurig lanthanoïde.

## Ontdekking
Terbium is in 1843 ontdekt door Carl Gustaf Mosander.
Deze Zweedse chemicus trof het element aan als verontreiniging in yttriumoxide. Het duurde tot ongeveer 1900 voordat Georges Urbain in staat was het element voor het eerst te isoleren met behulp van ionenuitwisseling.
De naam "terbium" is afgeleid van de plaatsnaam Ytterby in Zweden.

## Toepassingen
Enkele industriële toepassingen zijn:
- Ter verrijking van calciumfluoride, calciumwolframaat en strontiummolybdaat voor de halfgeleiderindustrie.[1]
- Natriumterbiumboraat wordt gebruikt als lasermateriaal, het geeft coherent licht met een golflengte van 0,546 μm.[1]
- Als hybridisatieprobe in de biochemie.

## Opmerkelijke eigenschappen
Terbium is een buigzaam en makkelijk te vervormen metaal dat vergeleken met de meeste andere lanthanoïden redelijk bestendig is tegen lucht. Er zijn twee kristalstructuren bekend waarbij het overgangspunt bij 1562 K ligt.

## Verschijning
In de natuur komt terbium niet voor als vrij element, maar het komt in lage concentraties (tot 0,03%) voor in meerdere mineralen waarin ook andere lanthanoïden worden aangetroffen zoals gadoliniet, ceriet, monaziet en bastnäsiet. De mineralen xenotiem en euxeniet bevatten soms tot wel 1% terbium.
De meest toegepaste isolatiemethode is reductie van terbiumfluoride of -chloride met calcium.

## Isotopen
| Stabielste isotopen | Stabielste isotopen | Stabielste isotopen      | Stabielste isotopen      | Stabielste isotopen      | Stabielste isotopen      |
| Iso                 | RA (%)              | Halveringstijd           | VV                       | VE (MeV)                 | VP                       |
| ------------------- | ------------------- | ------------------------ | ------------------------ | ------------------------ | ------------------------ |
| 157Tb               | syn                 | 71 j                     | EV                       | 1,363                    | 157Gd                    |
| 158Tb               | syn                 | 180 j                    | β−                       | 1,220                    | 158Dy                    |
| 159Tb               | 100                 | stabiel met 94 neutronen | stabiel met 94 neutronen | stabiel met 94 neutronen | stabiel met 94 neutronen |

159Tb is het enige stabiele isotoop. Er zijn 33 radioactieve terbiumisotopen bekend. 158Tb heeft daarvan met 180 jaar de langste halveringstijd. Het grootste deel van deze radionucliden heeft halveringstijden van minder dan enkele seconden.

## Toxicologie en veiligheid
Over de eventueel schadelijke gevolgen van terbium is nog weinig bekend. Het is te verwachten dat het vergelijkbaar is met andere lanthanoïden.